# Zesticelus bathybius
Zesticelus bathybius е вид лъчеперка от семейство Cottidae.

## Разпространение и местообитание
Видът е разпространен в Япония (Хоншу).
Среща се на дълбочина от 700 до 1270 m.

## Описание
На дължина достигат до 4,7 cm.